# Боковое (Кировоградская область)
Боковое (укр. Бокове, с 1938 по 2016 г. — Ки́рово) — село в Гуровской сельской общине Кропивницкого района Кировоградской области Украины.
Население по переписи 2001 года составляло 1764 человека. Почтовый индекс — 28516. Телефонный код — 5234. Занимает площадь 8,061 км². Код КОАТУУ — 3521984401.

## История
Селение основал козак Герасим Денисович Карабыло в 1780 г. Первое название — слобода Бокова, по названию речки.
С 1804 г. в казенном селении Бокова проводились богослужения и велись церковные книги. Церковь Покровы Пресвятой Богородицы действовала с 1806 г. Разрушена в 1970-х гг.
В начале XX в. в Боковом, центре волости, построен Свято-Серафимовский храм (разрушен в 1940-х).
В селе родился Герой Советского Союза Михаил Задорожный.
До 2020 года входило в Долинский район